# Hålands kommun
Hålands kommun (norska: Håland kommune) var en kommun i Rogaland fylke i sydvästra Norge. Kommunen omfattade hela nuvarande Sola kommun samt ett område i den sydvästra delen av nuvarande Stavangers kommun. Orten Sola utgjorde kommunens centralort.

## Administrativ historik
Hålands kommun upprättades den 1 januari 1838 (som Haaland formannskapsdistrikt) när Formannskapslovene från 1837 trädde i kraft.
1930 delades kommunen i två och de båda kommunerna Sola respektive Madla bildades. Den gamla kommunen hade vid delningen totalt 4 463 invånare.